# Виктор Старчић
Велибор - Виктор Старчић (Рушчук, Османско царство, данашња Бугарска, 11. мај 1901 — Београд, Југославија, 1. јун 1980) био је српски глумац и позоришни редитељ

## Биографија
Рођен је у породици градитеља пруга из Истре и мајке Францускиње. Отац му је радио у Малој Азији, Грчкој, Румунији, Србији, па због свог номадског живота није завршио школу. Био је самоук.
У својој 18. години играо је као аматер у Горњем Милановцу. Своју уметничку делатност, почео је у Сарајевском позоришту, где добија да игра и веће улоге. Од 1925 — 1930. био је члан позоришта у Сплиту, Загребу, Новом Саду и Београдској опери. Од 1929 — 1939. је у Народном позоришту у Београду. У Новом Саду је снимио и свој први играни филм, улогом варалице Лајоша у филму „Грешница без граха“ (1930) режисера Косте Новаковића.
Са групом уметника 1938. године, оснива у Београду Уметничко позориште, у коме је глумио и режирао. После II светског рата игра у Новом Саду и Ријеци, да би се вратио у Београд и постао стални члан Југословенског драмског позоришта где је остао од његовог оснивања (1948)па све до краја каријере - живота.
Гостовао је у свим већим позоришним кућама Београда и Југославије. Од 1949. године био је 10 година професор на Позоришној академији у Београду. Иако самоук, био је један од најобразованијих глумца своје генерације. Био је уметник с даром за суптилне портрете ликова које је играо, са дубоким емоционалним и психолошким захтевима. Глас му је био топао и помало мелодрамски. Није био „фахиста“, играо је шта је хтео и увек је био маестралан. У својој 60 годишњој глумачкој каријери одиграо је према сопственој процени преко 500 улога.
Значајне улоге су му : Меркаде (Оноре де Балзак), Сади (Дундо Мароје, Марин Држић), Хлестаков (Ревизор, Николај Гогољ), Аурел (Леда, Мирослав Крлежа), Дон Зане (Глорија, Ранко Маринковић), Смрдић (Родољупци, Јован Стерија Поповић), Глумац (На дну, Максим Горки), Волпоне (Бен Џонсон) и многе друге. Маестралном глумом улоге баруна Лембаха (У агонији, Мирослав Крлежа) обележио је 45 година уметничког рада.
За свој уметнички рад добио је низ награда и признања као: 2 награде на Стеријином позорју у Новом Саду, Седмојулску награду СР Србије за животно дело 1964. године и др.
Глумио је и на филму и телевизији. За улогу у филму „Дан четрнаести“ режисера Здравка Велимироивића, добио је награду на Пулском фестивалу 1960. године
Критичар је написао о његовој глуми „Букет најлепшег, пољског цвећа, бацам у цилиндар господина Старчића!"
Сахрањен је у Алеји заслужних грађана на Новом гробљу.

## Позориште
- Цена (Атеље 212)

## Филмографија
|                   | 1920 ▼ | 1940 ▼ | 1950 ▼ | 1960 ▼ | 1970 ▼ | 1980 ▼ | Укупно |
| ----------------- | ------ | ------ | ------ | ------ | ------ | ------ | ------ |
| Дугометражни филм | 1      | 1      | 13     | 19     | 7      | 0      | 41     |
| ТВ филм           | 0      | 0      | 5      | 31     | 14     | 0      | 50     |
| ТВ серија         | 0      | 0      | 0      | 7      | 3      | 2      | 12     |
| ТВ мини серија    | 0      | 0      | 0      | 0      | 2      | 0      | 2      |
| ТВ кратки филм    | 0      | 0      | 0      | 1      | 0      | 0      | 1      |
| Укупно            | 1      | 1      | 18     | 58     | 26     | 2      | 106    |

| Год.       | Назив                               | Улога                          |
| ---------- | ----------------------------------- | ------------------------------ |
| 1920.-те ▲ |                                     |                                |
| 1927.      | Грешница без греха                  |                                |
| 1940.-те ▲ |                                     |                                |
| 1949.      | Прича о фабрици                     | Антиквар                       |
| 1950.-те ▲ |                                     |                                |
| 1950.      | Језеро                              |                                |
| 1950.      | Црвени цвет                         | потпредседник                  |
| 1951.      | Мајор Баук                          | Агент                          |
| 1951.      | Бакоња фра Брне                     | Кушмељ                         |
| 1953.      | Општинско дете                      | Сима Недељковић                |
| 1953.      | Невјера                             | Госпар Франо Дражић            |
| 1954.      | Аникина времена                     |                                |
| 1955.      | Лажни цар                           |                                |
| 1955.      | Два зрна грожђа                     |                                |
| 1957.      | Потражи Ванду Кос                   | професор Марић                 |
| 1957.      | Зеница                              |                                |
| 1958.      | Мис Стон                            | Др. Хаус (као Виктор Старчикј) |
| 1958.      | Алекса Дундић                       | српски генерал                 |
| 1959.      | Новела од Станца                    |                                |
| 1959.      | Три Аморове стреле                  |                                |
| 1959.      | Дундо Мароје                        | Сади Зуђел                     |
| 1959.      | Песник и голубица                   |                                |
| 1959.      | Карташи                             |                                |
| 1960.-те ▲ |                                     |                                |
| 1960.      | Велики подухват                     |                                |
| 1960.      | Дан четрнаести                      | Жоржов отац                    |
| 1960.      | Сплетка и љубав                     |                                |
| 1961.      | Насиље на тргу                      | Немачки командант              |
| 1961.      | Сиромашни мали људи                 |                                |
| 1961.      | Уочи одласка вечерњег воза          |                                |
| 1961.      | Први грађанин мале вароши           | конобар Емил                   |
| 1961.      | Не дирај у срећу                    |                                |
| 1962.      | Тројанског рата неће бити           |                                |
| 1962.      | Коштана                             |                                |
| 1962.      | Саша                                | професор математике            |
| 1962.      | Мандрагола                          |                                |
| 1962.      | Злочин Силвестра Бонара             |                                |
| 1962.      | Приче из хотела                     |                                |
| 1962.      | Срешћемо се вечерас                 |                                |
| 1962.      | Медаљон са три срца                 | професор Сима                  |
| 1963.      | Насиље на тргу                      | немачки командант              |
| 1963.      |                                     |                                |
| 1963−1964. | На слово, на слово (ТВ серија)      | Виктор                         |
| 1964.      | Молох                               |                                |
| 1964.      | Изгубљени рај                       |                                |
| 1964−1966. | Код судије за прекршаје             |                                |
| 1964.      | Под истим небом                     | (као Виктор Старцикј)          |
| 1964.      | Нешто о чему се може говорити       |                                |
| 1964.      | Име и презиме                       |                                |
| 1964.      | Отровна биљка                       |                                |
| 1964.      |                                     |                                |
| 1965.      | Акција епеј                         |                                |
| 1965.      | Маестро                             |                                |
| 1965.      | Чича-Томина колиба                  |                                |
| 1966.      | Премијера                           |                                |
| 1966.      | Аполон од Белака                    |                                |
| 1966.      | Посета младе даме                   | деда                           |
| 1966.      | Комесар X                           |                                |
| 1966.      | Седми континент                     | Експерт                        |
| 1966.      | Сан                                 | диригент                       |
| 1967.      | Свечаност на успутној станици       |                                |
| 1967.      | Врло стара прича                    |                                |
| 1967.      | Никад се не зна                     |                                |
| 1967.      | Сумњиво лице (ТВ)                   | Јеротије Пантић                |
| 1967.      | Кафаница на углу                    |                                |
| 1967.      | Смеђе око, зло око                  |                                |
| 1967.      | Јегор Буличов (ТВ)                  | Павлин свештеник               |
| 1967.      | Јутро                               | стари заробљеник               |
| 1967.      | Двадесетпети сат                    | Хуртиг                         |
| 1967.      | Дим                                 | Ледер професор историје        |
| 1968.      | Сунчано јутро                       |                                |
| 1968.      | Северно море (ТВ)                   |                                |
| 1968.      | Самци (ТВ серија)                   |                                |
| 1968.      | Тишина                              |                                |
| 1968.      | Стубови друштва (кратак филм)       |                                |
| 1968.      | Изгубљено писмо                     |                                |
| 1968.      | Код Лондона                         |                                |
| 1968.      | Максим нашег доба                   |                                |
| 1969.      | Умукли дефови                       |                                |
| 1969.      | Не зови ме татице                   |                                |
| 1969.      | Крчма на главном друму              |                                |
| 1969.      | Рађање радног народа                | капелник Светозар              |
| 1970.-те ▲ |                                     |                                |
| 1970.      | Ујка Вања                           | Илија Иљич Тељегин             |
| 1970.      | Србија на Истоку                    | судија                         |
| 1970.      | Изгубљени син                       |                                |
| 1970.      | Пут у рај                           | Барун Силвестер                |
| 1970.      | Седам писара                        |                                |
| 1971.      | Све ће то народ позлатити           |                                |
| 1971.      | Клопка за генерала                  | докторов отац                  |
| 1971.      | Све од себе                         |                                |
| 1971.      | Нирнбершки епилог                   | Херман Сахт                    |
| 1971.      | Овчар                               | Славонски газда                |
| 1971.      | Хроника паланачког гробља           | Богић Солдатовић               |
| 1972.      | Неспоразум                          | Старац                         |
| 1972.      | Самоубица (ТВ)                      | Аристарх Доминкович Голосчопов |
| 1972.      | Злочин и казна                      | Семјон Захарич Мармеладов      |
| 1973.      | Апотекар, блудница и велики доктор  |                                |
| 1973.      | Ћа смо на овон свиту... (ТВ серија) | Дон Михо                       |
| 1975.      | Сведоци оптужбе                     |                                |
| 1975.      | Павле Павловић                      | Лекар                          |
| 1976.      | Посета старе даме                   | Председник општине             |
| 1976.      | Процес Ђордану Бруну                | Монсињоре Лудовик Таверна      |
| 1976.      | Кухиња                              | Лео                            |
| 1977.      | Бештије                             | капетан                        |
| 1977.      | Мирис пољског цвећа                 | редитељ у позоришту            |
| 1978.      | Љубав и бијес                       |                                |
| 1978.      | Повратак отписаних (ТВ серија)      | професор Ружић                 |
| 1979.      | Слом                                | генерал Петар Пешић            |
| 1980.-те ▲ |                                     |                                |
| 1981.      | Седам секретара СКОЈ-а              |                                |